# Sverre Brodahl
Sverre Brodahl, född den 26 januari 1909 - död den 2 november 1998, var en norsk längdåkare och utövare av nordisk kombination som tävlade under 1930-talet. 
Brodahl deltog i OS 1936 i Garmisch-Partenkirchen där han tog två medaljer. Dels blev han silvermedaljör med det norska stafettlaget på 4 x 10 kilometer. Dels blev han bronsmedaljör i nordisk kombination. Brodahl deltog även i VM 1935 där han var med i det norska stafettlag som blev silvermedaljörer. 